# Sorring Loddenhøj
Sorring Loddenhøj befinder sig i terrænkote på 148 m.o.h. og Sorring-tårnet ses på lang afstand fra alle verdenshjørner og er et vartegn for Sorring.